# Ronny Listner
Ronny Listner (Chemnitz, 20 luglio 1979) è un bobbista tedesco.

## Biografia
Viene ricordato come vincitore di una medaglia di bronzo nella sua disciplina, vittoria avvenuta ai campionati mondiali del 2008 (edizione tenutasi a Altenberg, Germania) insieme ai suoi connazionali Matthias Höpfner, Thomas Pöge e Alex Mann
Nell'edizione l'oro andò all'altra nazionale tedesca e l'argento alla nazionale russa.